# Jekatěrinburg (městský okruh)
Městský okruh Jekatěrinburg je komunální útvar se statutem městského okruhu ve Sverdlovské oblasti, druhý nejlidnatější útvar v Rusku po Novosibirsku.
Rozloha území je 1147 km². Roku 2021 měl okruh 1 588 665 obyvatel z nichž 97,21 % žilo v Jekatěrinburgu.
Administrativním centrem městského okruhu je Jekatěrinburg, ve kterém sídlí výkonné a zastupitelské orgány tohoto útvaru.

## Hranice
Městský okruh hraničí:
- na západě s městským okruhem Pervouralsk
- na severu s městskými okruhy Verchňaja Pyšma a Sredněuralsk
- na severovýchodě s městským okruhem Berjozovskij
- na východě s městským okruhem Bělojarskij
- na jihovýchodě s městským okruhem Aramil
- na jihu a jihovýchodě s městským okruhem Syserť
- na jihu s městským okruhem Polevskoj
- na jihozápadě s městskými okruhy Děgťarsk a Revda

## Historie
Roku 1996 byl zorganizovaný komunální útvar Jekatěrinburg.
Poprvé byly hranice komunálního útvaru stanoveny zákonem z 26. června 1997 podle tehdy existující administrativně-územní hranice města Jekatěrinburg. Materiály pro úpravu a upřesnění hranic byly předloženy ke schválení vládě Sverdlovské oblasti dne 30. května 1996.
Současné hranice byly stanoveny zákonem ze dne 12. října 2004 na základě 131. federálního zákona „O obecných zásadách organizace místní samosprávy v Ruské federaci“ přijatého v roce 2003, podle kterého bylo předepsáno do 1. ledna 2005 stanovit hranice nově vzniklých obcí a komunálních útvarů v Rusku. Dne 31. prosince 2004 byl Jekatěrinburgu udělen statut městského okruhu.

## Obecní útvary
Jekatěrinburg jako administrativně-územní jednotka a městský okruh zahrnuje 19 sídel (samotné město a 18 venkovských). V rámci administrativně-územní struktury ve městě se rozlišuje 8 vnitroměstských rajónů, jejichž správa je podřízena všem těmto venkovským sídlům:
- sídlo Běrezit
- vesnice Verchněmakarovo
- vesnice Gornyj Ščit
- město Jekatěrinburg
- sídlo Zeljonyj Bor
- sídlo Istok
- sídlo Mědnyj
- sídlo Mičurinskij
- sídlo Moskovskij
- sídlo Palkinskij Torfjanik
- sídlo Polevodstvo
- sídlo Sadovyj
- sídlo Severka
- sídlo Sovchoznyj
- sídlo Syserť
- sídlo Čusovskoje Ozero
- sídlo Šabrovskij
- sídlo Širokaja Rečka
- sídlo Šuvakiš